# Pomoc ręczna sposobem Brachta
Pomoc ręczna sposobem Brachta (łac. Auxilium Manuale Modo Bracht) – manewr położniczy przyspieszający ukończenie II okresu porodu w przypadku położenia podłużnego miednicowego płodu. Celem pomocy ręcznej jest urodzenie rączek, barków i główki płodu po wcześniejszym samoistnym urodzeniu pośladków.
Pomoc ta została zaproponowana przez Eryka Brachta z Berlina podczas Kongresu Ginekologów w Amsterdamie w roku 1938.

## Postępowanie w I okresie porodu
- jak najdłuższe zachowanie wód płodowych
- unikanie parcia aż do momentu całkowitego rozwarcia szyjki macicy
- zapewnienie kontaktu z żyłą w celu podania leków naskurczowych
- monitorowanie dobrostanu płodu – KTG[3]

## Postępowanie w II okresie porodu
- opróżnienie pęcherza moczowego rodzącej
- podanie Oxytocyny we wlewie dożylnym w momencie, gdy płód urodzi się poza krętarze w celu wywołania silnego skurczu macicy
- szerokie nacięcie krocza
- oczekiwanie na samoistne urodzenie się płodu po dolne kąty łopatek[3]

## Wykonanie pomocy ręcznej
Urodzoną część płodu obejmujemy obiema dłońmi – kciuki przyciskają kończyny dolne do tułowia płodu, a pozostałe palce obejmują okolicę krzyżowo-lędźwiową. Należy przyjąć taką pozycję aby ręce trzymać na wysokości brody, powierzchniami dłoniowymi do wewnątrz i z odwiedzionymi (wskazującymi na twarz) kciukami. Operator powoli podnosi się ku górze, w ten sposób nie pociągamy płodu a jedynie go unosimy zataczając łuk ponad spojeniem łonowym, w kierunku brzucha rodzącej. Tym sposobem wytaczamy barki i główkę płodu. 